# Salomon de Caus

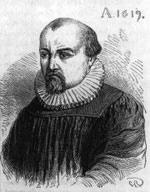
Salomon de Caus

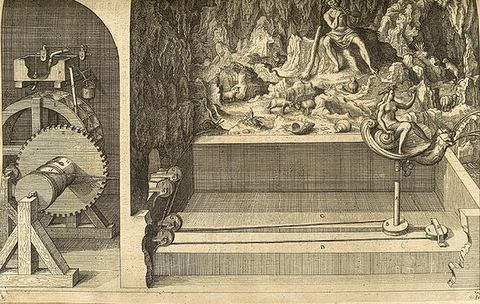
De Caus:Wasserspiel Galathea für den Hortus Palatinus

Salomon de Caus (auch Mondecaus, de Caulx, de Caux, de Cauls; * 1576 wahrscheinlich in Dieppe; † 6. Juni 1626 in Paris) war ein französischer Physiker und Ingenieur. Er gilt (fälschlicherweise) als einer der Erfinder der Dampfmaschine.

## Leben
Caus wurde in eine protestantische Familie geboren und musste deshalb sein Vaterland 1612 verlassen. Er lebte in England, wo er auch vorher bereits seine Ausbildung erhalten hatte.
Zwischen 1614 und 1620 war er Baumeister bei Kurfürst Friedrich von der Pfalz in Heidelberg. Hier erbaute er einen Teil des Heidelberger Schlosses und schuf die umliegenden Parkanlagen („Hortus Palatinus“). Des Weiteren stammen einige Gartenanlagen in England, z. B. im Greenwich Park (heute durch den Bau des Maritime Museum zerstört), Wilton House, Hatfield House und Somerset House (letzteres ebenfalls zerstört durch ein von William Chambers an dieser Stelle errichtetes Gebäude), sowie einige Arbeiten im Richmond Park, von ihm.
Später kehrte Caus nach Frankreich zurück. Er war einer der größten Physiker seiner Zeit und gilt wegen der frühen Verwendung der Dampfkraft und seiner Beschreibung im Werk Les Raisons des forces mouvantes avec diverses machines (deutsch Von gewaltsamen Bewegungen, Beschreibung etlicher sowohl nützlicher als listiger Maschinen 1615) als einer der Mit-Erfinder der Dampfmaschine.
Seine Schriften blieben jedoch lange verschollen und erst Arago lenkte wieder die Aufmerksamkeit auf die Leistungen de Caus’. Eine nach seinen Plänen gebaute Musikmaschine erklingt im Kloster Michaelstein.
Salomon de Caus starb am 6. Juni 1626 in Paris.

## Werke
- La perspective avec la raison des ombres et miroirs. London 1612
- Institution harmonique. Frankfurt am Main 1615
- Les Raisons des forces mouvantes avec diverses machines. Frankfurt am Main 1615
- Von Gewaltsamen bewegungen. Beschreibung etlicher, so wol nützlichen alls lustigen Machiner. Frankfurt a. M., Abraham Pacquart, 1615 [Nachdruck Hannover, Vincentz, 1977].
- Hortus palatinus. Frankfurt am Main 1620 Onlineausgabe der Universitätsbibliothek Heidelberg
- La pratique et la démonstration des horloges solaires. Paris 1624